# Persone di cognome Wilson/Attori
| Questa pagina contiene informazioni ricavate automaticamente dalle voci biografiche con l'ausilio del template Bio e di un bot. L'aggiornamento è periodico e automatico e ricostruisce completamente la pagina. Se manca una persona in questa lista, sei pregato di non aggiungerla, ma accertati piuttosto che la sua voce biografica contenga il template Bio e che i dati anagrafici siano correttamente compilati. Se il template Bio manca, inseriscilo tu stesso o, in alternativa, metti l'avviso {{tmp\|Bio}} che ne segnala la mancanza. Se i dati riportati sono sbagliati, correggi direttamente la voce biografica; le modifiche saranno visibili in questa lista entro pochi giorni. Per chiarimenti vedi il progetto biografie. La lista contiene solo le 52 persone che sono citate nell'enciclopedia e per le quali è stato implementato correttamente il template Bio. Pagina aggiornata al 4 apr 2024. |

Questa è una lista di persone presenti nell'enciclopedia che hanno il cognome Wilson e sono attori.

## W(52)
- Ajita Wilson, attrice, modella e attrice pornografica statunitense (n. 1950 - Roma, † 1987)
- Amir Wilson, attore britannico (Shrewsbury, n. 2004)
- Andreas Wilson, attore svedese (Stoccolma, n. 1981)
- Andrew Wilson, attore, regista e produttore cinematografico statunitense (Dallas, n. 1964)
- Dooley Wilson, attore e cantante statunitense (Tyler, n. 1886 - Los Angeles, † 1953)
- Ben F. Wilson, attore, regista e produttore cinematografico statunitense (Corning, n. 1876 - Glendale, † 1930)
- Bridgette Wilson, attrice e ex modella statunitense (Gold Beach, n. 1973)
- Casey Wilson, attrice, comica e sceneggiatrice statunitense (Alexandria, n. 1980)
- Chandra Wilson, attrice statunitense (Houston, n. 1969)
- Charles C. Wilson, attore statunitense (New York, n. 1894 - Los Angeles, † 1948)
- Crawford Wilson, attore e doppiatore statunitense (n. 1990)
- Jasper Dolphin, attore e stuntman statunitense (Los Angeles, n. 1990)
- Debra Wilson, attrice, comica e doppiatrice statunitense (New York, n. 1962)
- Don Wilson, attore e kickboxer statunitense (Cocoa Beach, n. 1954)
- Dorothy Wilson, attrice statunitense (Minneapolis, n. 1908 - Lompoc, † 1998)
- Edna Mae Wilson, attrice statunitense (Schenectady, n. 1907 - New York, † 1960)
- Elizabeth Wilson, attrice statunitense (Grand Rapids, n. 1921 - New Haven, † 2015)
- Elsie Jane Wilson, attrice, regista e sceneggiatrice neozelandese (Sydney, n. 1890 - Los Angeles, † 1965)
- Georges Wilson, attore e regista francese (Champigny-sur-Marne, n. 1921 - Rambouillet, † 2010)
- Demond Wilson, attore e scrittore statunitense (Valdosta, n. 1946)
- Harry Wilson, attore britannico (Londra, n. 1897 - Woodland Hills, † 1978)
- Richard Wilson, attore, regista teatrale e attivista scozzese (Greenock, n. 1936)
- Kristen Wilson, attrice statunitense (Chelmsford, n. 1969)
- Lambert Wilson, attore francese (Neuilly-sur-Seine, n. 1958)
- Larissa Wilson, attrice britannica (Kingswood, n. 1989)
- Lavinia Wilson, attrice e regista tedesca (Monaco di Baviera, n. 1980)
- Leanne Wilson, attrice britannica (Hitchin, n. 1980)
- Lewis Wilson, attore statunitense (New York, n. 1920 - San Francisco, † 2000)
- Lois Wilson, attrice statunitense (Pittsburgh, n. 1894 - Reno, † 1988)
- Luke Wilson, attore statunitense (Dallas, n. 1971)
- Lulu Wilson, attrice statunitense (New York, n. 2005)
- Lydia Wilson, attrice britannica (Londra, n. 1984)
- Mara Wilson, attrice statunitense (Burbank, n. 1987)
- Margery Wilson, attrice e regista statunitense (Gracey, n. 1896 - Arcadia, † 1986)
- Marie Wilson, attrice statunitense (Anaheim, n. 1916 - Hollywood, † 1972)
- Mary Louise Wilson, attrice, cantante e commediografa statunitense (New Haven, n. 1931)
- Niamh Wilson, attrice canadese (Oakville, n. 1997)
- Owen Wilson, attore, sceneggiatore e cantante statunitense (Dallas, n. 1968)
- Patrick Wilson, attore, cantante e musicista statunitense (Norfolk, n. 1973)
- Peta Wilson, attrice e ex modella australiana (Sydney, n. 1970)
- Rachel Wilson, attrice canadese (Ottawa, n. 1977)
- Rainn Wilson, attore statunitense (Woodinville, n. 1966)
- Rebel Wilson, attrice, sceneggiatrice e comica australiana (Sydney, n. 1980)
- Reno Wilson, attore e doppiatore statunitense (New York, n. 1969)
- Rita Wilson, attrice e produttrice cinematografica statunitense (Los Angeles, n. 1956)
- Robert Scott Wilson, attore e modello statunitense (Grafton, n. 1987)
- Ruth Wilson, attrice britannica (Ashford, n. 1982)
- Scott Wilson, attore statunitense (Atlanta, n. 1942 - Los Angeles, † 2018)
- Sheree J. Wilson, attrice statunitense (Rochester, n. 1958)
- Stuart Wilson, attore inglese (Guildford, n. 1946)
- Thomas F. Wilson, attore e comico statunitense (Filadelfia, n. 1959)
- Tom Wilson, attore statunitense (Helena, n. 1880 - Los Angeles, † 1965)